# Ярослав Всеволодович (князь чернігівський)
Ярослав Всеволодович (1139—1198) — чернігівський князь (1177—1198) з династії Ольговичів, 2-й син великого князя київського і чернігівського князя Всеволода Ольговича і Марії, доньки Мстислава Великого. Після смерті батька княжив у Стародубі, з 1177 року в Чернігові. Після смерті свого брата, великого князя київського Святослава Всеволодовича боровся з Рюриком Ростиславичем за київський престол.

## Біографія

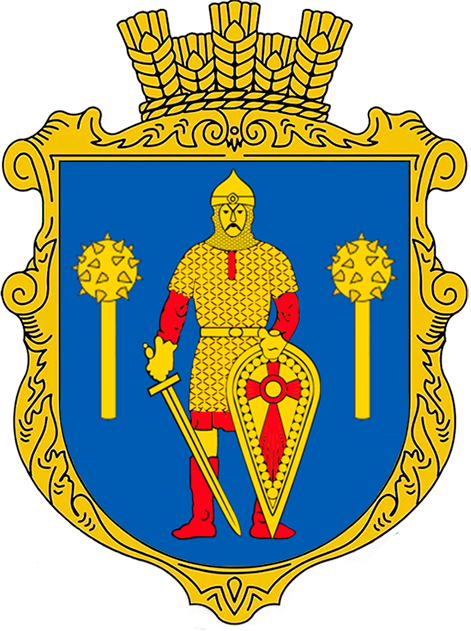
Князь Ярослав на гербі села Ярославець

З кінця 1150-х рр. Ярослав Всеволодович брав участь у боротьбі за Київ на боці Ольговичів. Коли його старший брат Святослав Всеволодич у середині 1181 року вокняжився у Києві, він поступився Ярославу чернігівським престолом.
Вів не узгоджену з іншими князями політику у відношенні до половців — не взяв участі в поході проти половців 1184 та 1185 років (похід Ігоря Святославича), також зірвав загальний похід проти них 1187 року.
У 1195 році київський князь Рюрик Ростиславич та владимирський і суздальський князь Всеволод Юрійович "Велике Гніздо" почали вимагати від Ольговичів (в тому числі Ярослава, як старшого з них) публічно відмовитися від претензій на київський престол, проте вони не побажали цього робити. У 1195 і 1196 роках Рюрик Ростиславич із Всеволодом Юрійовичем здійснили 2 походи на Чернігів проти Ярослава. Кожного разу Ольговичам вдавалося внести розбрат серед союзників, роблячи поступки Всеволодові Юрійовичу, що дало змогу Ярославу зберегти за собою до смерті зберегти чернігівський стіл.
Помер у Чернігові, перед смертю прийняв чернечий постриг під іменем Василій; похований у Спаському соборі.

## Родина
Дружина — Ірина
Діти:
- Ростислав Ярославич (1173—1214) у хрещенні — Іван: князь Сновський (1198—1203), Вишгородський (?) (1210—1214).
- Ярополк Ярославич (?—1214) у хрещенні — Гавриїл: князь Новгородський (1196—1197), Вишгородський (1210—1214)
- NN Ярославна (?—?): дружина Володимира Глібовича, князя переяславського.